# Gunda Werner
Gunda Werner (* 8. Juli 1951 in Hamburg; † 22. Januar 2000 ebenda) war eine Aktivistin der Zweiten Frauenbewegung mit dem Schwerpunkt Frauenbildung. Sie gilt als eine der Vordenkerinnen des Konzepts der Geschlechterdemokratie.

## Leben und Werk
Gunda Werner wuchs in Hamburg-Farmsen auf. Nach dem Realschulabschluss absolvierte sie von 1967 bis 1969 eine Ausbildung zur Werbekauffrau, holte in weiterer Folge am Hamburger Hansa-Kolleg das Abitur auf dem Zweiten Bildungsweg nach und studierte Philosophie und Theologie an der Universität Hamburg. Nach dem Abschluss ihres Studiums arbeitete sie zunächst zwei Jahre als wissenschaftliche Mitarbeiterin für Herbert Schnädelbach, ihren späteren Doktorvater, bevor sie Ende der 1980er Jahre als Referentin an das Hamburger Senatsamt für Gleichstellung wechselte.

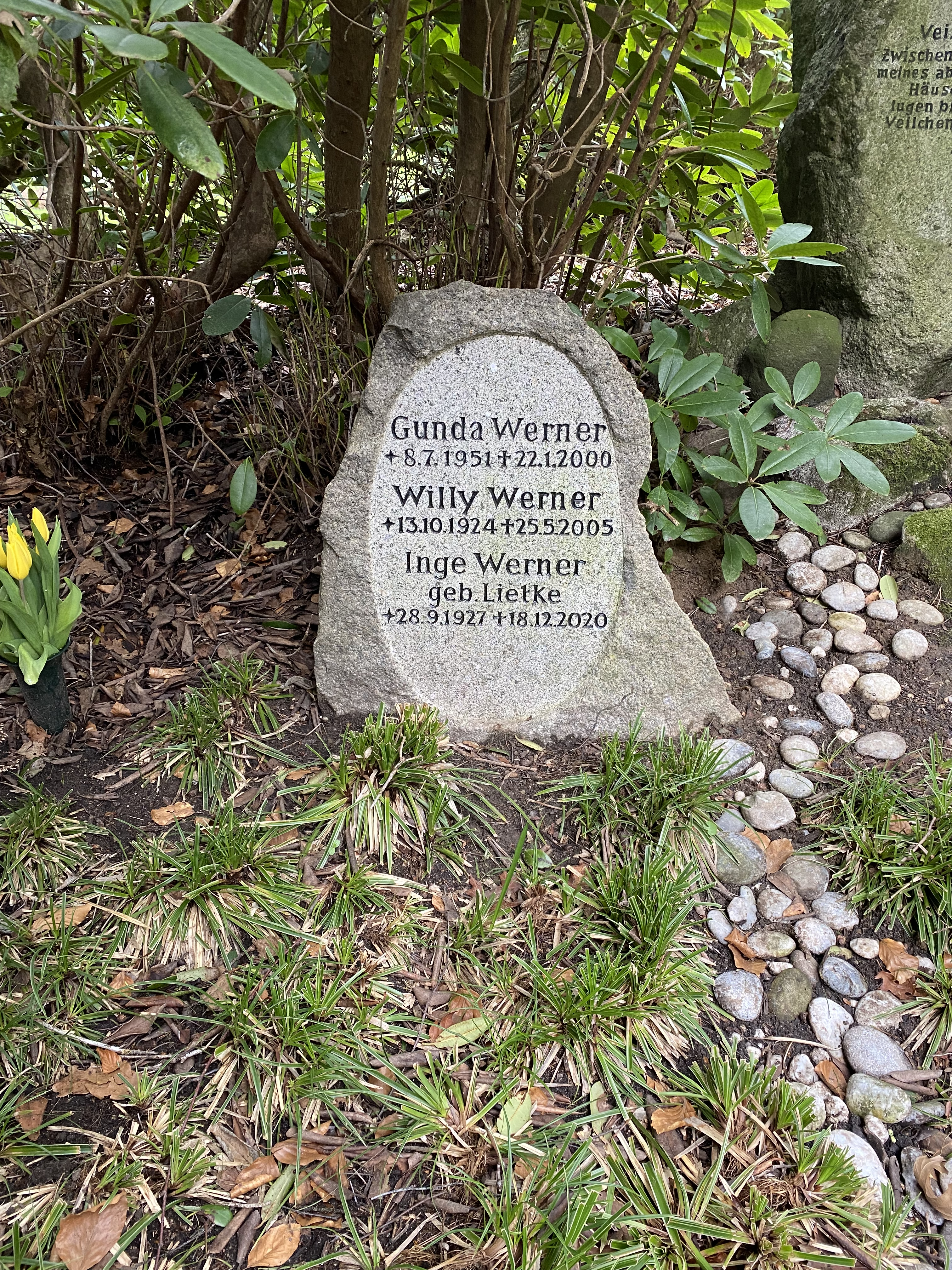
Familiengrabstätte auf dem Friedhof Ohlsdorf im Planquadrat U 7

Mit ihrer damaligen Partnerin Helga Braun beteiligte sich Gunda Werner 1983 am Aufbau der Hamburger Frauenbibliothek Denk(t)räume und organisierte nach dem Modell der Frauensommeruniversität in Berlin mehrere Hamburger Frauenwochen. 1988 wurde Werner Mitglied in der Kabarettgruppe „Frauen lachen gemeinsam e. V.“, wo sie Annette-Susanne Hecker traf, die schließlich ihre lebenslange Partnerin werden sollte.
1987 gründete Werner gemeinsam mit Frauen aus der Partei Die Grünen sowie parteilosen Frauen den Verein „Frauen-Anstiftung e. V.“, für den Die Grünen die Patenschaft übernahmen und der schließlich in eine Stiftung umgewandelt wurde, deren Geschäftsführung Werner übernahm. 1988 schloss sich die Frauen-Anstiftung mit der Göttinger Stiftung Buntstift und der Kölner Heinrich-Böll-Stiftung zum Dachverband Stiftungsverband Regenbogen e. V. zusammen, aus dem 1997 die in Berlin beheimatete Heinrich-Böll-Stiftung der Grünen hervorging.
Inspiriert von der Politikwissenschaftlerin Barbara Holland-Cunz entwickelte und konkretisierte sie das von Halina Bendkowski entworfene Konzept der Geschlechterdemokratie und setzte sich 1996 im Rahmen der Fusion der Frauen-Anstiftung mit der Heinrich-Böll-Stiftung dafür ein, den Begriff Frauenpolitik durch „Geschlechterdemokratie“ als Leitbild der Stiftung zu ersetzen. Das Konzept wurde im Rahmen von Gender-Mainstreaming aufgenommen und „erwies sich als nützliche Grundlage von Frauen und Männern für Gleichheit in Organisationen.“

## Ehrung

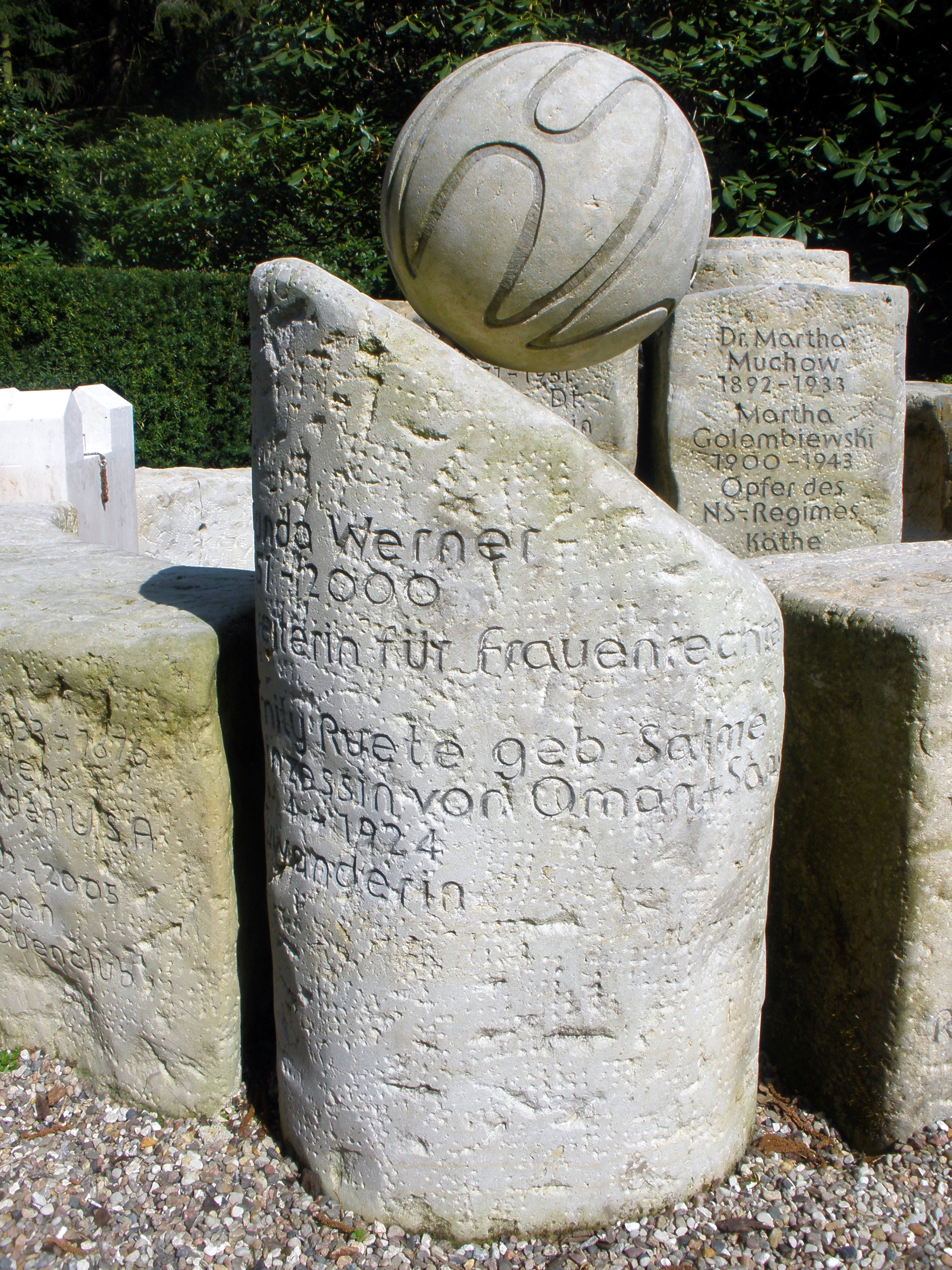
Erinnerungsstein für Gunda Werner und Emily Ruete

Gunda Werner ist auf dem Ohlsdorfer Friedhof begraben und erhielt in der Gedenkstätte für bedeutende Frauen der Hamburger Geschichte Garten der Frauen einen Erinnerungsstein.
Sie ist Namenspatronin für das 2007 gegründete Gunda-Werner-Institut für Feminismus und Geschlechterdemokratie der Heinrich-Böll-Stiftung.